# Calle de Ricardo Puga
La calle de Ricardo Puga es una vía pública de la ciudad española de Vitoria.

## Descripción
La vía, muy breve, sin edificios y parte del barrio de Santa Lucía, discurre desde un aparcamiento sito junto a la calle de Errekatxiki hasta la de Jacinto Benavente. Con su nombre, honra al actor de cine y teatro vitoriano Abundio Puga, más conocido como Ricardo Puga, que participó precisamente en varias representaciones teatrales de las obras escritas por el dramaturgo madrileño que da nombre a la calle en la que esta desemboca, entre las que se incluyen La fuerza bruta y Los intereses creados.